# Сена Комаско
Сѐна Кома̀ско (на италиански: Senna Comasco; на ломбардски: Senna, Сена) е малко градче и община в Северна Италия, провинция Комо, регион Ломбардия. Разположено е на 296 m надморска височина. Населението на общината е 3192 души (към 2017 г.).